# Polypodium alansmithii
Polypodium alansmithii là một loài thực vật có mạch trong họ Polypodiaceae. Loài này được R.C. Moran miêu tả khoa học đầu tiên năm 1990.